# Cornelius Conway Felton

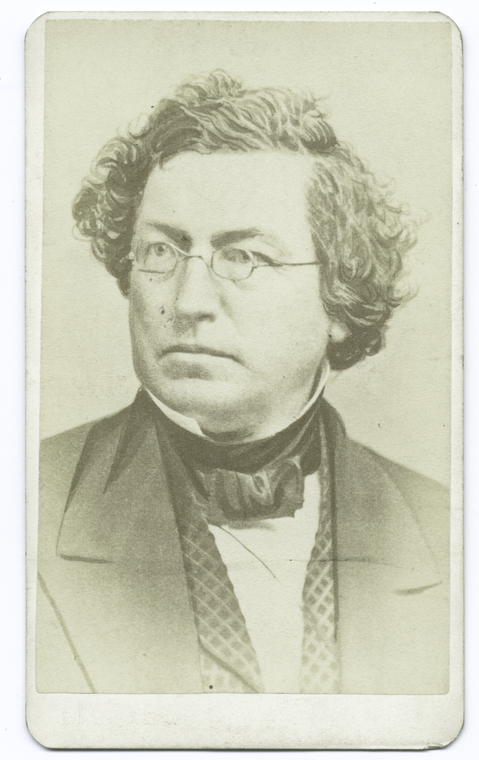
Cornelius Conway Felton

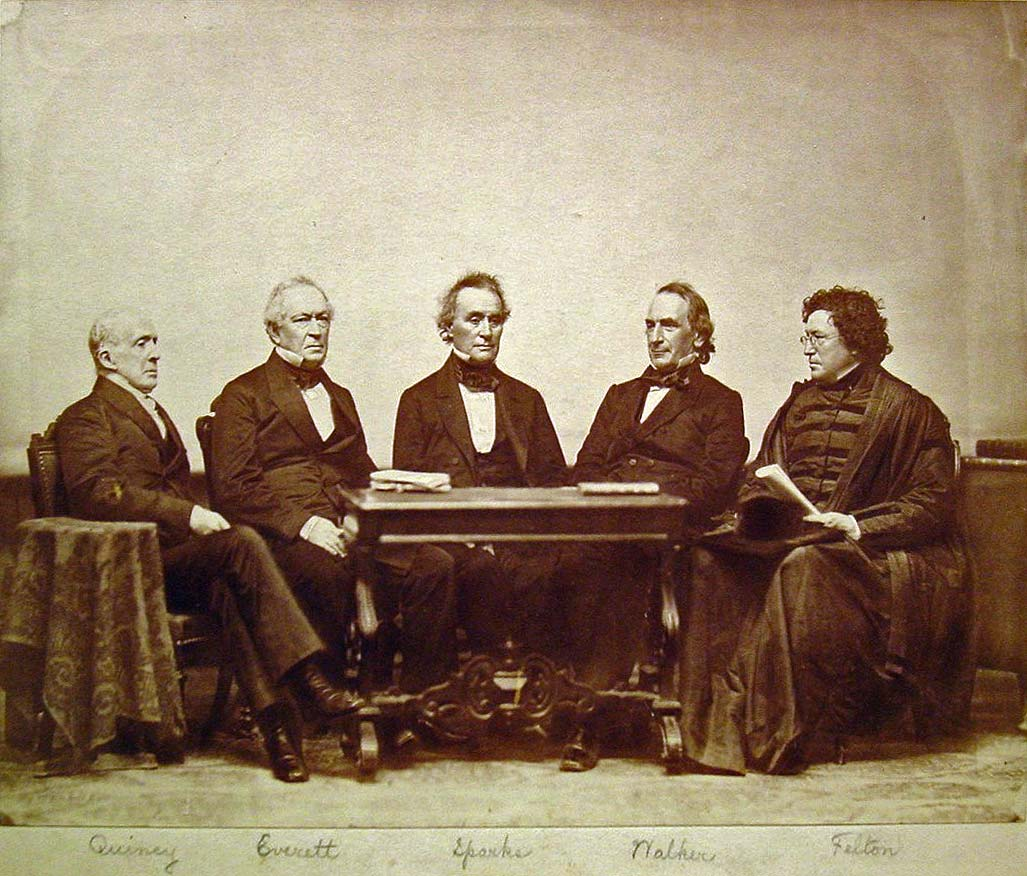
Fünf Präsidenten der Harvard University sitzen in der Reihenfolge, in der sie das Amt innehatten: Josiah Quincy, Edward Everett, Jared Sparks, James Walker und Cornelius Conway Felton.

Cornelius Conway Felton (* 6. November 1807 in West Newbury, Massachusetts; † 26. Februar 1862 in Chester, Pennsylvania) war ein US-amerikanischer Literaturwissenschaftler und Hochschullehrer, der zuletzt von 1860 bis zu seinem Tod Präsident der Harvard University war.

## Leben
Nach dem Schulbesuch begann Felton ein Studium am Harvard College, an dem er 1827 einen Bachelor of Arts (B.A.) erwarb. Nachdem er im Anschluss zwei Jahre an der Livingstone High School in Geneseo unterrichtete, wurde er 1829 Tutor am Harvard College und erwarb dort 1830 zugleich einen Master of Arts (M.A.).
1832 wurde er zunächst Professor für Griechisch, ehe er 1834 die Eliot-Professur für griechische Literatur an der Harvard University übernahm und dort bis zu seinem Tod lehrte.
Neben seiner langjährigen Lehrtätigkeit veröffentlichte Felton zahlreiche klassische Texte heraus, wobei besonders seine Anmerkungen zu der von Friedrich August Wolf herausgegebenen Textausgabe der Ilias zu erwähnen sind. Zu seinen weiteren bedeutenden Werken gehören Übersetzungen von Wolfgang Menzels Die deutsche Literatur (German Literature, 1840), von Salomon Munks Metrik der Griechen und Römer (Metres of the Greeks and Romans, 1844) sowie von Arnold Henri Guyots Erde und Mensch (Earth and Man, 1849). Darüber hinaus veröffentlichte er 1855 die amerikanische Ausgabe von William Smiths History of Greece.
1844 wurde er in die American Academy of Arts and Sciences gewählt. 1860 wurde Felton, der auch Verwalter der Smithsonian Institution war, als Nachfolger von James Walker Präsident der Harvard University und bekleidete dieses Amt bis zu seinem Tod. Nachfolger wurde daraufhin Thomas Hill.
Posthum erschien 1865 Familiar Letters from Europe sowie 1867 das zweibändige Lehrbuch Greece, Ancient and Modern, eine Sammlung von 49 Vorlesungen am Lowell Institute.
Seine jüngeren Brüder war der Ingenieur und Eisenbahnmanager Samuel Morse Felton, Sr. sowie der Jurist und Politiker John B. Felton. Sein Neffe Samuel Morse Felton, Jr. war ebenfalls Eisenbahnmanager sowie während des Ersten Weltkriegs Direktor des Militäreisenbahnwesens im Range eines Brigadegenerals.

## Veröffentlichungen
- German Literature, 1840
- Metres of the Greeks and Romans, 1844
- Earth and Man, 1849
- History of Greece. Earliest times to the Roman conquest, with supplementary chapters on the history of literature and art, 1855
- Familiar Lettres from Europe, 1865
- Greece, Ancient and Modern, 1867